# Angadenia berteroi
Angadenia berteroi är en oleanderväxtart som först beskrevs av A. Dc., och fick sitt nu gällande namn av John Miers. Angadenia berteroi ingår i släktet Angadenia och familjen oleanderväxter. Inga underarter finns listade i Catalogue of Life.